# Najla Bouriel
Ne doit pas être confondu avec Najla Bouden.
Najla Bouriel (arabe : نجلاء بوريال), née le 27 octobre 1970 à Tunis, est une femme politique tunisienne, membre de l'assemblée constituante de 2011 à 2014.

## Biographie
Elle effectue ses études primaires à Bab Menara et secondaires au lycée technique de Tunis, pour ensuite intégrer l'École supérieure des sciences et techniques de la santé de Tunis, jusqu'à y obtenir son diplôme de technicien supérieur en anesthésie en 1993.
Najla Bouriel exerce dans une clinique privée, à Kélibia, durant quinze ans, en tant que technicienne en anesthésie puis comme responsable de l'équipe paramédicale de la clinique.
Elle n'a pas d'activité politique notable avant 2011 mais, après la révolution, rejoint le Parti démocrate progressiste et se présente à l'élection du 23 octobre 2011 comme tête de liste de ce parti dans la première circonscription de Nabeul.
Après son élection, elle forme avec d'autres membres de la nouvelle assemblée constituante le Courant réformateur, au sein du Parti démocrate progressiste, qui donne lieu par la suite à la fondation d'un nouveau parti, l'Alliance démocratique. 
Lors de l'élection présidentielle de 2014, Najla Bouriel soutient, après le désistement de Mohamed Hamdi, chef de son parti, la candidature du communiste Hamma Hammami, qui obtient 7,81 % au premier tour. Le 14 avril 2015, elle annonce sa démission de son parti. 
Elle obtient un poste de fonctionnaire à la direction régionale de la santé de Nabeul.

## Vie privée
Elle est mariée à Lotfi Lemjid et mère d'un garçon, Anis, et d'une fille, Ghada. La famille réside à Kélibia.